# Al di là del bene e del male
Al di là del bene e del male: Preludio di una filosofia dell'avvenire (Jenseits von Gut und Böse, 1886) è un saggio filosofico di Friedrich Nietzsche, uno dei testi fondamentali della filosofia del XIX secolo.
Pubblicato nel 1886 a spese dell'autore, il libro non ricevette inizialmente molta attenzione. Sostanzialmente in esso Nietzsche attacca in maniera critica quella che considerava la vacuità morale dei pensatori del suo secolo, la mancanza di senso critico dei filosofi e la loro passiva accettazione della morale.
Al di là del bene e del male ripercorre tutti i temi fondamentali della maturità filosofica di Nietzsche e in parte può essere letto come una spiegazione, in termini più diretti, delle idee che l'autore aveva già proposto, in modo più immaginifico e metaforico, in Così parlò Zarathustra (Also Sprach Zarathustra).